# Salmo 55
Il salmo 55 (54 secondo la numerazione greca) costituisce il cinquantacinquesimo capitolo del Libro dei salmi.